# Frutiger Company

MobyDick Dust Control Cannon

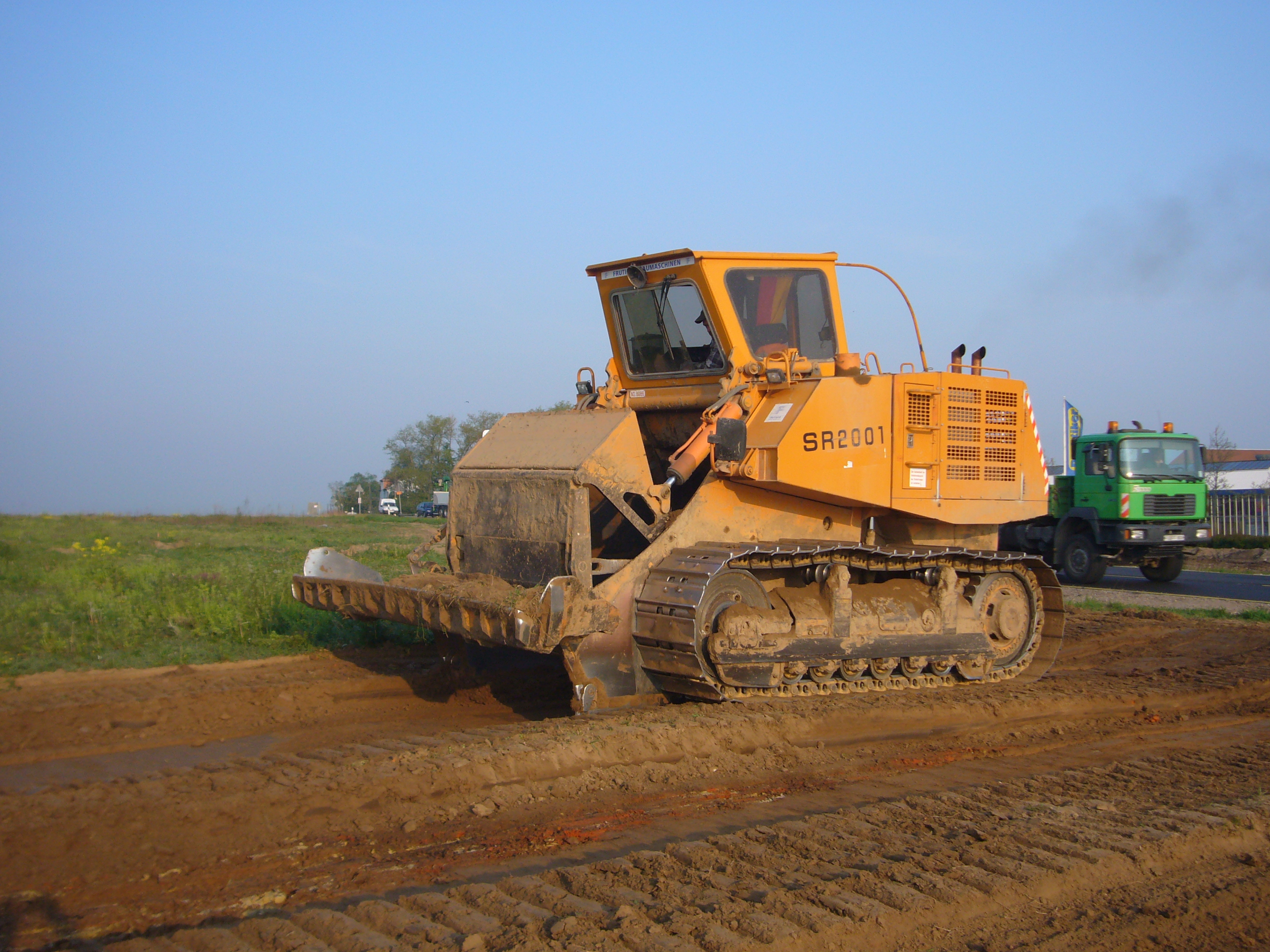
Schürfraupe SR2001 beim Oberbodenabtrag

Frutiger Company AG (Eigenschreibweise FRUTIGER Company AG) ist ein Schweizer Maschinenbauunternehmen mit Hauptsitz in Winterthur. Das Unternehmen stellt Reifenwaschanlagen zur Reifenwäsche während der langsamen Durchfahrt (erstmals 1998), sowie Schürfraupen her. Der Claim des Unternehmens lautet in Anlehnung an das Produktlogo, den MobyDick Wal: «A whale, a promise».

## Geschichte
Im Jahr 1957 wurde das Unternehmen von Edwin Frutiger im schweizerischen Winterthur gegründet. Ab 1994 wurde die Firma in der zweiten Generation von den Brüdern Urs und Jürg Frutiger geführt und das Unternehmen in «Frutiger Baumaschinen & Co» umbenannt. Die Entwicklung, Produktion sowie der Vertrieb der Reifenwaschanlagen MobyDick und der Schürfraupen Tiger werden als Grundlagen des Wachstums gesehen. In den folgenden Jahren erfolgte die internationale Erweiterung der Frutiger-Gruppe um eigene Firmen und Verkaufsbüros. Im Jahr 2008 wurde «Frutiger Baumaschinen & Co» zur «Frutiger Company AG» umfirmiert und steht seitdem wie auch die gesamte Frutiger-Gruppe unter der Leitung von Urs Frutiger.

## Geschäftsbereiche

### Reifenwaschanlagen (Wheel Washing)
Die Reifenwaschanlagen der Marke MobyDick sind seit 1986 im Produktprogramm und nach Unternehmensangabe über 3500 mal weltweit installiert. Mit diesen Anlagen werden Fahrzeugreifen und Chassis gereinigt, um öffentliche Straßen nicht zu verschmutzen. Schätzungsweise 4,9 Millionen (Stand 2011) Tonnen Schmutz wurden so durch die MobyDick-Reifenwaschanlagen von den öffentlichen Strassen ferngehalten.

### Grobschmutzwaschanlagen (Demucking)
Grobschmutzwaschanlagen sind seit einigen Jahren auf dem Markt vertreten und entfernen hartnäckige Verschmutzungen an Rad- und Kettenfahrzeugen, welche Wartungsinspektionen erschweren oder die Antriebssysteme durch Überhitzung gefährden.

### Anlagen zur Staubbindung (Dust Control)
Das Produktportfolio der Staubbindemaschine besteht aus Systemen, die mittels einer Mittel-  oder Hochdruckpumpe (ab 20 Bar) sowie Düsen einen konstanten Wassernebel mit einer hohen Anzahl an kleinsten Wassertropfen erzeugen.

### Schürfraupen (Scrapedozer)
Ein weiterer Geschäftsbereich ist die Produktion und Vermarktung von Schürfraupen. Es handelt sich dabei um eine vielseitige Baumaschine, mit deren Hilfe Boden abgetragen, transportiert und an anderer Stelle abgeladen oder wieder eingebaut werden kann. Sie werden beispielsweise für Erdbewegungen auf Baustellen oder im Tagebau eingesetzt, eine Maschine mit ähnlicher Funktion aber anderer Bauweise ist der Schürfzug.
Ursprünglich importierte Frutiger Schürfraupen von Nippon Sharyō Seizō aus Japan, die dort auf Grundlage einer Lizenzvereinbarung mit Menck & Hambrock gefertigt wurden. Die erste Eigenentwicklung von Frutiger war die SR3000 Tiger mit 15 Kubikmeter Kübelvolumen und 480 PS Leistung. Im Jahre 2007 brachte Frutiger dann das Nachfolgemodell SR T-18 Tiger auf den Markt. Diese bisher größte je gebaute Schürfraupe hat ein Kübelvolumen von 18 m³, ist 7,2 m lang, 3,50 m breit, 3,4 m hoch und wiegt rund 38 t (Leergewicht). Ihr Kübel besitzt eine Schürfbreite von 1,92 m und die Leistung liegt zwischen 200 m³/h bis 450 m³/h je nach eingesetztem Modell bei etwa 100 m Transportentfernung.
Frutiger ist gegenwärtig (Stand Dezember 2019) der einzig verbliebene Hersteller für Schürfraupen.